# フェスタス・エジーリ
フェスタス・エジーリ  (Ifeanyi Festus Ezeli-Ndulue 1989年10月21日 - )は、ナイジェリアの元プロバスケットボール選手。現役時代のポジションはセンター。

## 来歴
14歳でナイジェリアの高校を卒業したイジーリは、医者を目指す為にカリフォルニア州サクラメントに住む親族の元に渡米。そのままサクラメントの地元の高校に留学したが、渡米時には既に身長が203cmもあったこともあり、高校の先生からバスケットボール部に入部するように薦められる。高校に入学してからも身長が伸び、センターとしてカリフォルニア州を代表する選手へと成長した。高校卒業後、地元サクラメントの短大に進学するも、ハーバード大学、コネチカット大学、ボストン・カレッジ、ヴァンダービルト大学などをはじめ、20校近い有力校からのリクルートを受け、イジーリはヴァンダービルト大学に転校。2008-09シーズンからNCAAの公式戦に出場し、3~4年生にかけては平均10点以上を記録し、NBAスカウト陣に注目された存在になり、2012年のNBAドラフトでは、30位でゴールデンステート・ウォリアーズから指名された。

1年目の2012-13シーズンは、先発センターのアンドリュー・ボーガットが怪我がちだったこともあり、78試合の出場で41試合にスタメン出場を果す。しかし2013-14シーズンは右膝の手術のためにシーズン全休。3年目の2014-15シーズンもNBADLに送られるなど調子が上がらず、またマリース・スペイツが好調だったこともあり、46試合の出場に止まったが、プレーオフに入り短時間の出場ながらリバウンドやブロックショットなどで効果的な活躍を見せ、ウォリアーズの1975年以来のNBAチャンピオンに貢献した。
2016年7月4日、ウォリアーズは制限付きFAとなっていたエジーリに対するクオリファイング・オファーと取り下げたことを発表。同月7日にポートランド・トレイルブレイザーズと2年1470万ドルで契約した。しかし、2016-17シーズン開幕前に左膝を手術、更に12月にも同箇所の再手術を敢行した為に、移籍1年目の同シーズンは全休。2017年4月25日、ブレイザーズは2017-18シーズンのエジリの契約 (チームオプション) を行使しないことを発表し、6月30日に解雇された。

## プレースタイル
211cmのサイズを誇ることもあり、リバウンドやブロックショットなどで、その効力が発揮される。まだバスケットボールの経験が浅いせいか、オフェンス面では課題が残る為に、多くの出場時間を得るまでには至っていない。実際、ルーキーシーズンは試合の終盤にはカール・ランドリーが起用される場面が多かったのはそのためであり、もっとボールハンドリングを磨く必要がある。

## その他
- ファーストネームの "Ifeanyi" (イフェアニ)は、ナイジェリアの現地の言葉で「神に不可能はない」という意味だという。[要出典]
- 日本の漫画が大好きで、特にNARUTO -ナルト-が好きだと発言している。[要出典]